# Intelligent Parking Assist System

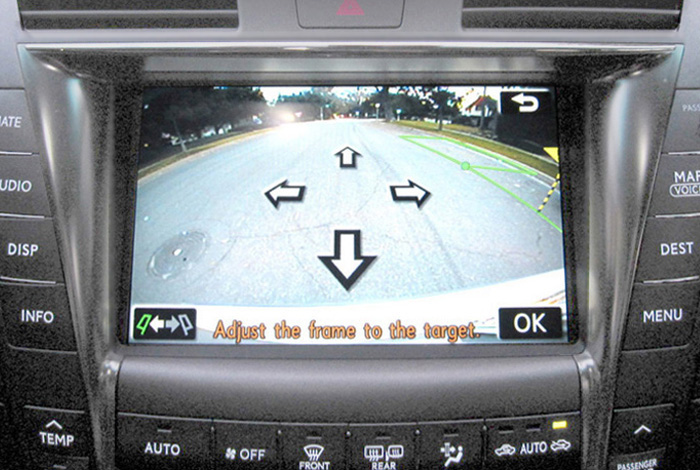
Das Lexus-Rückfahrkamerasystem zeigt den Bildschirm zur Einrichtung des Parallelparkens

Intelligent Parking Assist System (IPAS), bei Toyota-Modellen in den USA auch als Advanced Parking Guidance System (APGS) bekannt, ist die erste serienmäßige automatische Einparkhilfe, das von der Toyota Motor Corporation 1999 zunächst für die Hybridmodelle Prius und Lexus auf dem japanischen Markt entwickelt wurde. Die Technologie unterstützt den Fahrer beim Einparken seines Fahrzeugs. Bei Fahrzeugen, die mit dem IPAS ausgestattet sind, kann das Auto über einen Bildschirm im Armaturenbrett und Tastensteuerungen selbständig in eine Parklücke einparken, ohne dass der Fahrer etwas tun muss. Die erste Version des Systems wurde 2003 für den in Japan verkauften Prius Hybrid eingesetzt. Im Jahr 2006 wurde eine verbesserte Version zum ersten Mal außerhalb Japans in der Luxuslimousine Lexus LS vorgestellt, die neben anderen brandneuen Erfindungen von Toyota auch die automatische Einparktechnik enthielt. In Asien und Europa wird die Einparktechnologie als Intelligentes Park-Assistenzsystem sowohl für Lexus- als auch für Toyota-Modelle vermarktet, während in den USA der Name Advanced Parking Guidance System nur für das Lexus-System verwendet wird.

## Entwicklung
Die erste Version des intelligenten Einparkassistenten, die 2003 auf den Markt kam, war für das rückwärtsgerichtete Parallelparken konzipiert. Ein Eingreifen des Fahrers war nicht erforderlich, da das System die Größe der Parklücke schätzte und das Fahrzeug entsprechend manövrierte. Dies geschah durch einen Bordcomputer, der eine im vorderen und hinteren Teil des Fahrzeugs eingebaute Kamera nutzte. Sensoren, die sich an ähnlichen Stellen befanden, erkannten die Entfernung von Fahrzeugen in der Nähe. Auf dem Armaturenbrett wurde ein Bild des Parkplatzes angezeigt, und der Fahrer musste dann anhand der auf dem Bildschirm erscheinenden Pfeile die genaue Position des Fahrzeugs auf dem Parkplatz bestimmen. Mit Hilfe der Pfeile konnte der Benutzer die Position des Fahrzeugs auf dem Platz bestimmen. Wenn er damit zufrieden war, drückte er die Taste „Set“, wodurch das IPAS aktiviert wurde. Das System übernahm dann die Steuerung des Fahrzeugs.

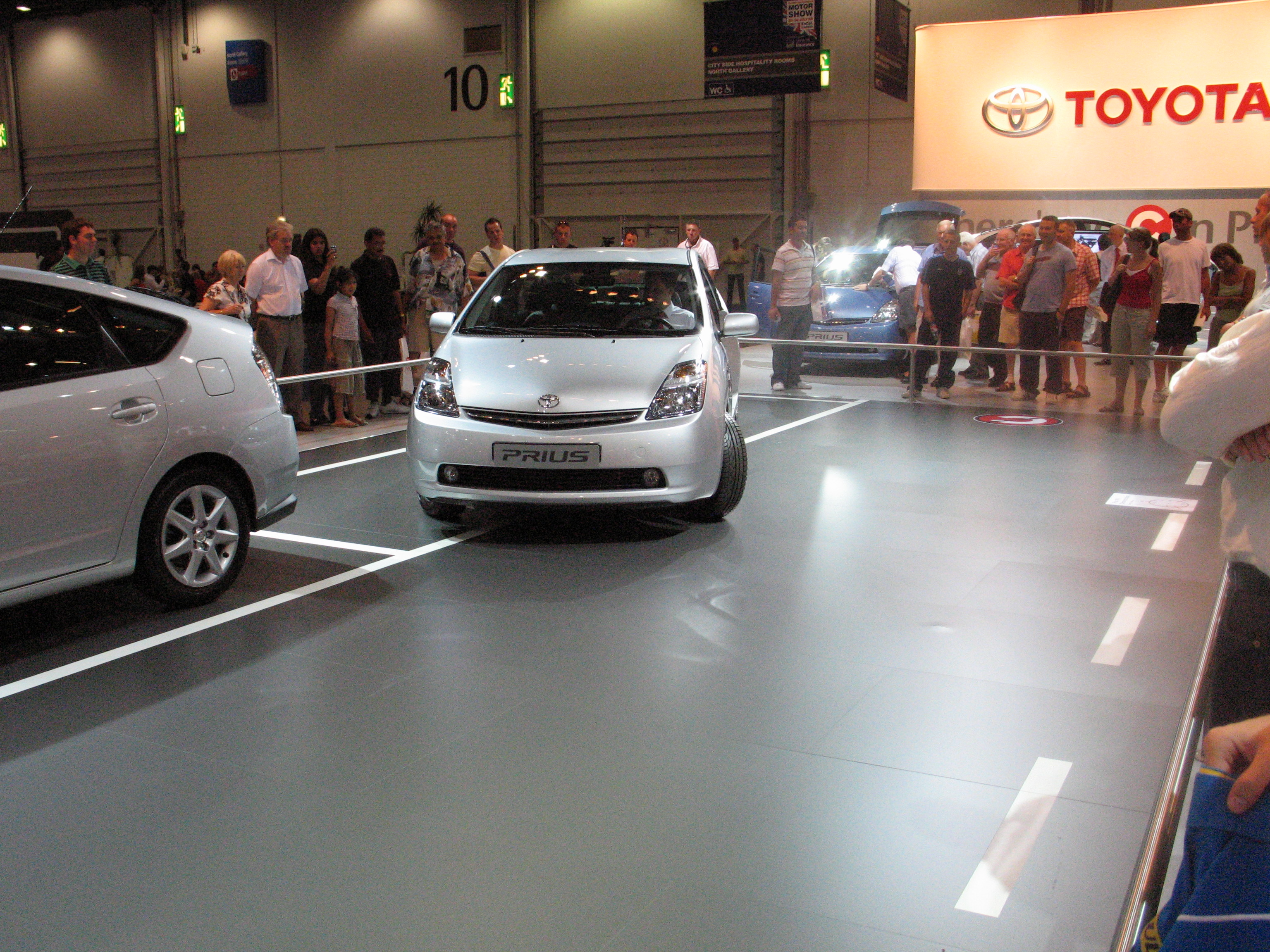
Demonstration des Parallelparksystems an einem Toyota Prius

Frühe Versionen dieses Systems hatten Schwierigkeiten bei der Erkennung von Objekten, darunter Katzen, Kinderwagen und Fußgänger. Zweitens, wenn der Fahrer das System in einem zu kleinen Raum aktivierte, blinkte das System ständig Warnsignale, um den Benutzer auf die Gefahr eines Zusammenstoßes mit dem Fahrzeug hinzuweisen. In solchen Situationen war die Unterstützung des Benutzers erforderlich. Im Jahr 2005 wurde eine aktualisierte Version um die Erkennung von Parkstreifen erweitert. Eine spätere Version dieser Einparktechnologie, die 2006 auf den Markt kam, ermöglichte die Integration mit Parksensoren. Diese neueste Version konnte die für das Parallel- oder Rückwärtseinparken erforderlichen Lenkmanöver berechnen und mit Hilfe farbiger Bildschirmanzeigen feststellen, ob das Fahrzeug genügend Platz in einer bestimmten Lücke hat.

## Technologie
Das IPAS/APGS verwendet Computerprozessoren, die mit dem Sonarwarnsystem des Fahrzeugs, der Rückfahrkamera und zwei zusätzlichen Vorwärtssensoren an den vorderen Seitenkotflügeln verbunden sind. Die Sonar-Parksensoren, auch bekannt als „Intuitive Einparkhilfe“ oder „Lexus Park Assist“, umfassen mehrere Sensoren an den vorderen und hinteren Stoßfängern, die Hindernisse erkennen und es dem Fahrzeug ermöglichen, Warntöne auszusenden und den optimalen Lenkwinkel beim normalen Einparken zu berechnen. Diese Sensoren sowie die beiden zusätzlichen Parksensoren sind mit einem zentralen Computerprozessor verbunden, der wiederum mit dem Rückfahrkamerasystem integriert ist, um dem Fahrer Einparkinformationen zu liefern.
Bei Verwendung der Sonar-Parksensoren berechnen die Prozessoren Lenkwinkeldaten, die zusammen mit Hindernisinformationen auf dem Navigations-/Kamera-Touchscreen angezeigt werden. Das intelligente Einparkhilfesystem erweitert diese Fähigkeit und ist zugänglich, wenn das Fahrzeug in den Rückwärtsgang geschaltet wird (wodurch die Rückfahrkamera automatisch aktiviert wird). Beim Rückwärtsfahren befinden sich auf dem Bildschirm der Rückfahrkamera Einpark-Tasten, mit denen automatische Einparkvorgänge aktiviert werden können. Wenn der intelligente Einparkassistent aktiviert ist, berechnet der zentrale Prozessor den optimalen Lenkwinkel für das Parallel- oder Rückwärtseinparken und arbeitet dann mit der elektrischen Servolenkung des Fahrzeugs zusammen, um das Fahrzeug in die Parklücke zu führen.

## Funktionen
Neuere Versionen des Systems ermöglichen das Parallel- oder Rückwärtseinparken. Beim Parallelparken mit dem System fährt der Fahrer zunächst an die Parklücke heran. Er fährt vorwärts, bis der hintere Stoßfänger des Fahrzeugs das Hinterrad des vor der freien Lücke geparkten Fahrzeugs passiert. Dann wird durch das Einlegen des Rückwärtsgangs automatisch das Rückfahrkamerasystem aktiviert, und die Rückansicht des Fahrzeugs erscheint auf dem Navigations-/Kameradisplay im Armaturenbrett. Wenn der Fahrer die Taste für die Parallelparkführung auf dem Touchscreen der Navigation/Kamera auswählt, erscheint ein Raster (mit grünen oder roten Linien, einem Flaggensymbol, das die Ecke der Parklücke darstellt, und Einstellpfeilen).
Der Fahrer muss überprüfen, ob die repräsentative Box auf dem Bildschirm die Parklücke korrekt identifiziert; wenn die Lücke groß genug ist, um einzuparken, ist die Box grün gefärbt; wenn die Box falsch platziert oder rot gefärbt ist, kann sie mit den Pfeiltasten verschoben werden, bis sie grün wird. Sobald die Parklücke richtig erkannt ist, drückt der Fahrer auf OK und nimmt die Hände vom Lenkrad, während er den Fuß auf dem Bremspedal lässt. Wenn der Fahrer die Bremse langsam loslässt und dabei den Fuß auf dem Bremspedal belässt, beginnt das Fahrzeug zurückzufahren und sich selbst in die Parklücke zu lenken.
Der Vorgang des Rückwärtseinparkens ist praktisch identisch mit dem des Parallelparkens. Der Fahrer nähert sich der Parklücke, fährt vorwärts, wendet und positioniert das Fahrzeug so, dass es rückwärts in die Parklücke einfahren kann. Das Heck des Fahrzeugs muss in Richtung der Rückwärtsparklücke zeigen, damit die Rückfahrkamera den Parkbereich „sehen“ kann. Beim Einlegen des Rückwärtsgangs wird das Rückfahrkamerasystem automatisch aktiviert, und der Fahrer wählt die Taste für die Rückwärtseinparkhilfe auf dem Navigations-/Kamera-Touchscreen aus (das Gitter erscheint mit grünen oder roten Linien, einem Flaggensymbol, das die Ecke der Parklücke darstellt, und Einstellpfeilen; beim Rückwärtseinparken kommt eine Drehauswahl hinzu). Nach der Überprüfung der Parklücke und dem Einlegen des Rückwärtseinparkens erfolgt der gleiche exakte Einparkvorgang, indem das Fahrzeug rückwärts in die Lücke einparkt.
Das System ist so eingestellt, dass bei jeder Berührung des Lenkrads oder beim Betätigen der Bremse das automatische Einparken deaktiviert wird. Außerdem darf das Fahrzeug eine bestimmte Geschwindigkeit nicht überschreiten, sonst wird das System deaktiviert. Wenn die Computerstimme des Fahrzeugs die Aussage „Die Führung ist beendet“ ausgibt, hat das System das Einparken des Fahrzeugs abgeschlossen. Der Fahrer kann dann in den Fahrmodus wechseln und bei Bedarf Anpassungen in der Parklücke vornehmen.